# Musiqq
Musiqq son un dúo musical de Letonia que se formó en 2009. Sus integrantes son Marats Ogļezņevs y Emīls Balceris. El 23 de febrero de 2011, el dúo ganó la selección nacional de Letonia para el Festival de Eurovisión de 2011 en Alemania con la canción "Angel in Disguise".
Musiqq ha ganado popularidad con éxitos radiales como "Klimata kontrole", "Abrakadabra" y "Dzimšanas diena". Marats Ogļezņevs era conocido previamente como una canción-escritor y cantante en el dispositivo de hip-hop.

## Discografía
- Šī ir tikai mūzika (2010)